# Bill Woodfull
William Maldon Woodfull (né le 22 août 1897 et décédé le 11 août 1965), communément appelé Bill Woodfull, était un joueur de cricket australien. Sélectionné en Test cricket avec l'équipe d'Australie à partir de 1926, il devint par la suite capitaine de la sélection, notamment lors des Ashes de 1932-33, marquée par l'utilisation par les Anglais de la tactique controversée Bodyline. Il est le seul capitaine de l'histoire du cricket à avoir reconquis les Ashes par deux fois.

## Équipes
- Victoria (1921 - 1934)

## Sélections
- 35 sélections en Test cricket (1926 - 1934)
  - 25 fois capitaine (1930 - 1934), 14 victoires, 4 draws, 7 défaites

## Récompenses individuelles
- Un des cinq Wisden Cricketer of the Year de l'année 1927
- Membre de l'Australian Cricket Hall of Fame depuis 2001